# Округ Кукеш
Кукеш (алб. Qarku i Kukësit) један је од 12 округа Албаније. Налази се у Северној Албанији, а главни град округа је Кукеш.